# Plymouth Belvedere
La Plymouth Belvedere est un modèle de la gamme du constructeur automobile américain Plymouth produit de 1951 à 1970. Elle constituait au début de sa carrière le haut de gamme de la marque.

## Historique
Nom réservé aux coupés hardtop full-size de la gamme Plymouth Cranbrook à son lancement (à l'image des Chevrolet Bel Air) elle devient une série à part entière en 1954 tandis que les modèles inférieurs sont renommés Plaza et Savoy (trois noms d'hôtels de luxe). La Plymouth Fury (elle-aussi désignant d'abord le seul coupé hardtop) prend sa place au sommet de la gamme en 1957/1959.
À partir de 1966, le nom Belvedere est associé à un modèle du segment intermédiaire au-dessus de la Valiant, plus compacte, mais moins luxueuse que la Satellite. Les Belvedere s'effacent finalement au profit de ces dernières après 1970.

## Versions

### Plymouth Cranbrook Belvedere

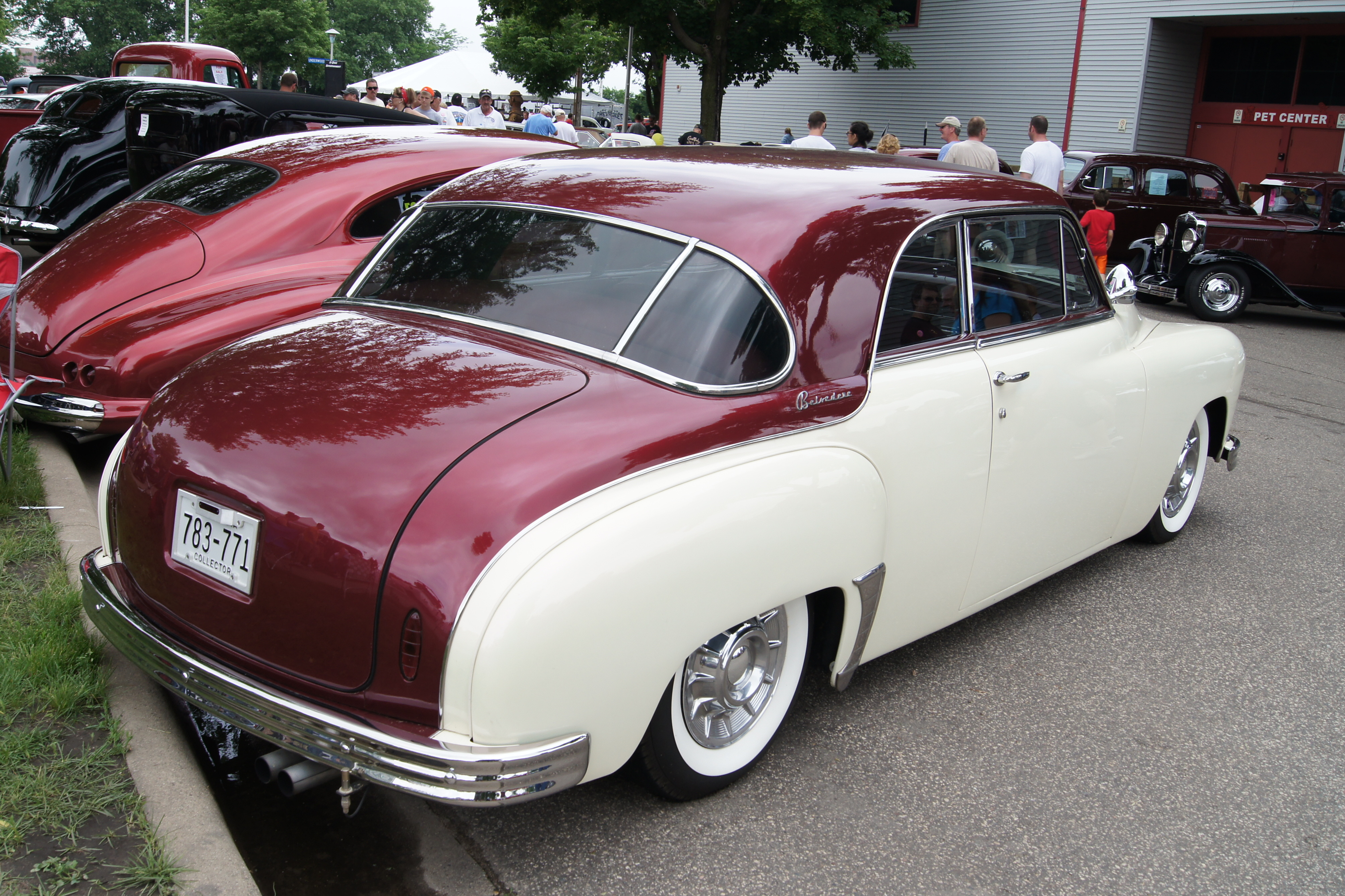
Belvedere de 1952 customisée conservant la répartition des teintes.

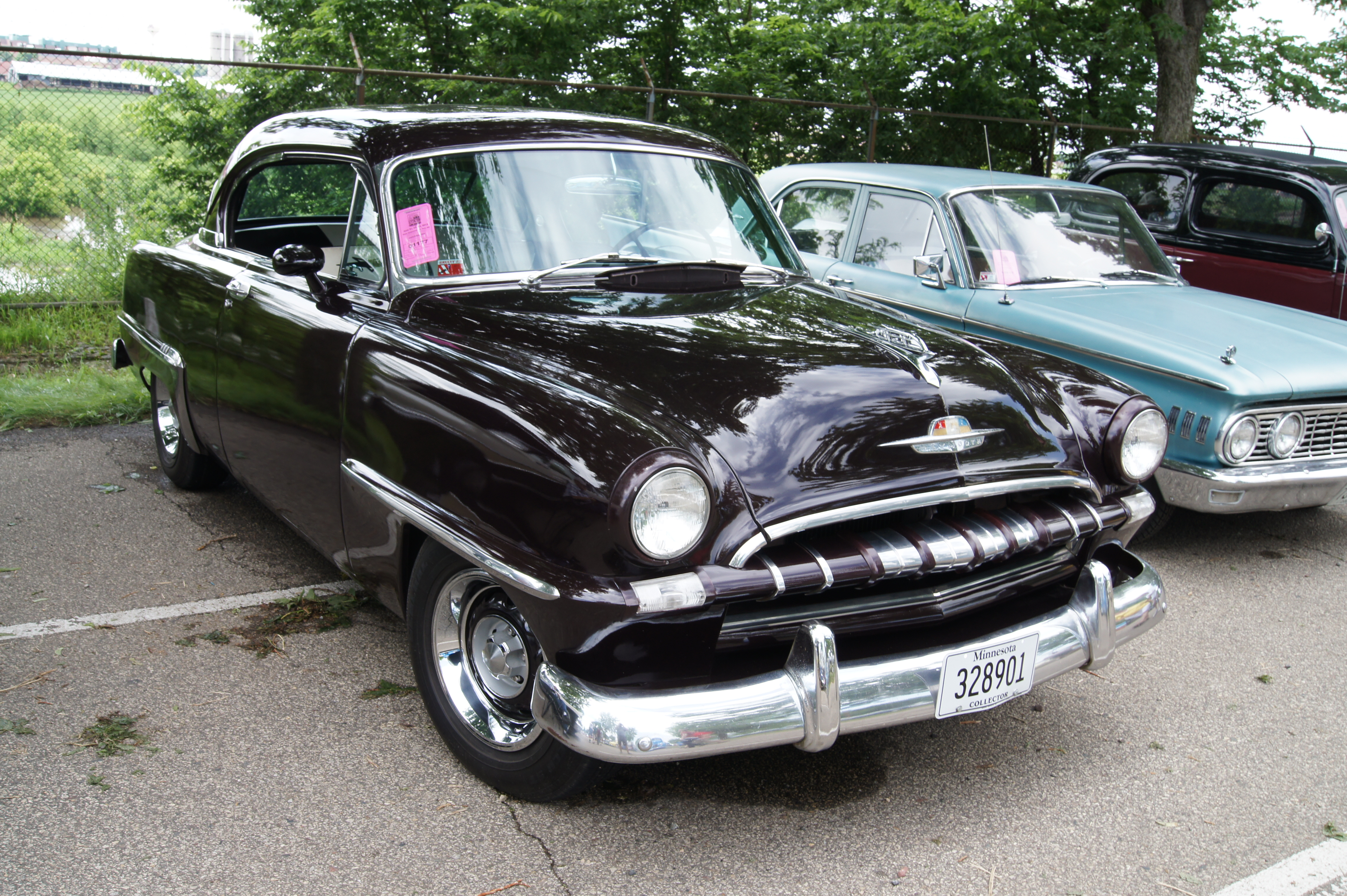
Cranbrook Belvedere de 1953.

Le lancement en 1950 de la Chevrolet Bel Air, première voiture hardtop d'une marque généraliste aux États-Unis prend de court les autres grands groupes automobiles tant le succès de ce modèle et des versions apparentées produites par Cadillac, Buick, Oldsmobile et Pontiac est immédiat.
En 1951, le groupe Chrysler réagit en créant une version hardtop de ses automobiles Plymouth Cranbrook. Recourant à la même formule que Chevrolet avec une caisse de cabriolet, un toit rigide, une lunette arrière débordante et des éléments, dont les fenêtres latérales sans montant fixe, empruntés au cabriolet, il est dénommé Cranbrook Belvedere pour le différencier des coupés classiques. Ce sont les premières Plymouth d'après-guerre proposés en teinte bicolore. La Dodge Coronet Diplomat apparaît également en 1951.
L'année précédente, les marques plus luxueuses du groupe ont mis au point un coupé similaire au nom distinct : De Soto Sportsman et Chrysler Newport (Windsor, New Yorker et Town & Country).
En 1952, un restylage touche toute la gamme Plymouth et des efforts sont menés pour distinguer davantage le coupé Belvedere des autos ordinaires : une vague de couleur prolonge le toit sur le coffre et une couleur en série limitée (Belmont Blue) est appliquée en série à ces coupés sportifs ; d'autres combinaisons bi-ton restant possibles.
En 1953, les Plymouth et autres automobiles de Chrysler sont redessinées avec une caisse aux lignes plus fluides, au dessin toujours contrarié par un toit plus haut que les marques concurrentes. Les deux gammes alors disponibles reprennent les noms apparus en 1951 : Cambridge et Cranbrook, la Belvedere restant alors une version de cette dernière.

### Première génération (1954)

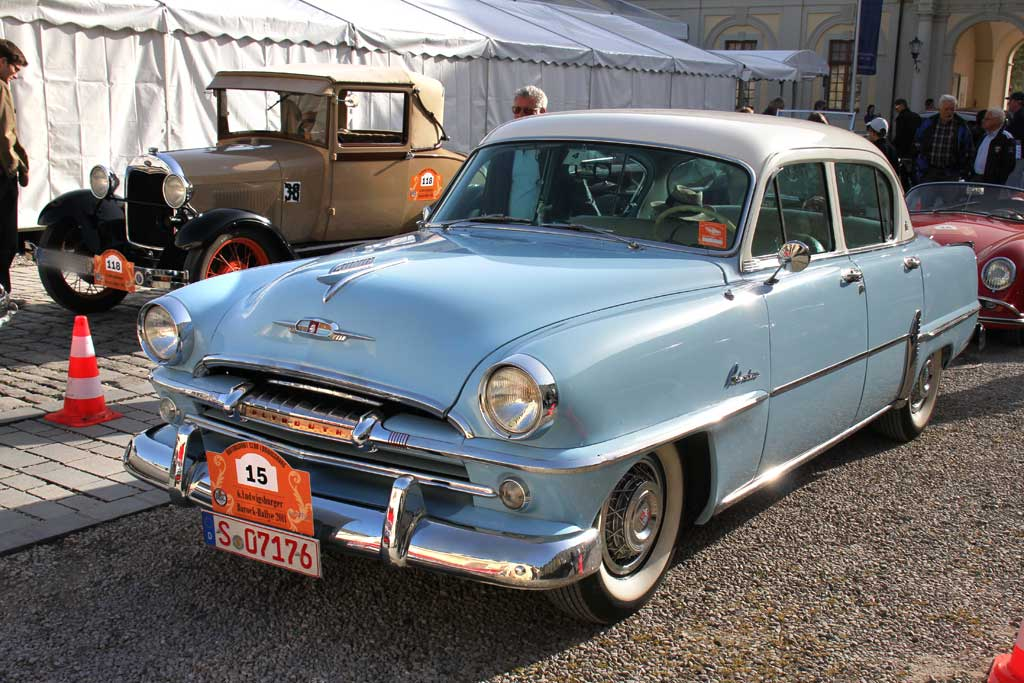
Berline de 1954.

Reprenant la base technique et l'aspect général des modèles de 1953, les autos de la marque sont renommées et présentées de façon plus flatteuses, davantage de couleurs et de chrome. La Belvedere, référence aux palais du même nom, est désormais une gamme à part entière avec en plus du coupé hardtop un cabriolet (lui-aussi réservé à cette version) ainsi qu'une berline quatre portes et un break deux portes (Suburban). En milieu et bas de gamme, on retrouve respectivement les Savoy et Plaza filant la métaphore hôtelière.

### Seconde génération (1955-1956)

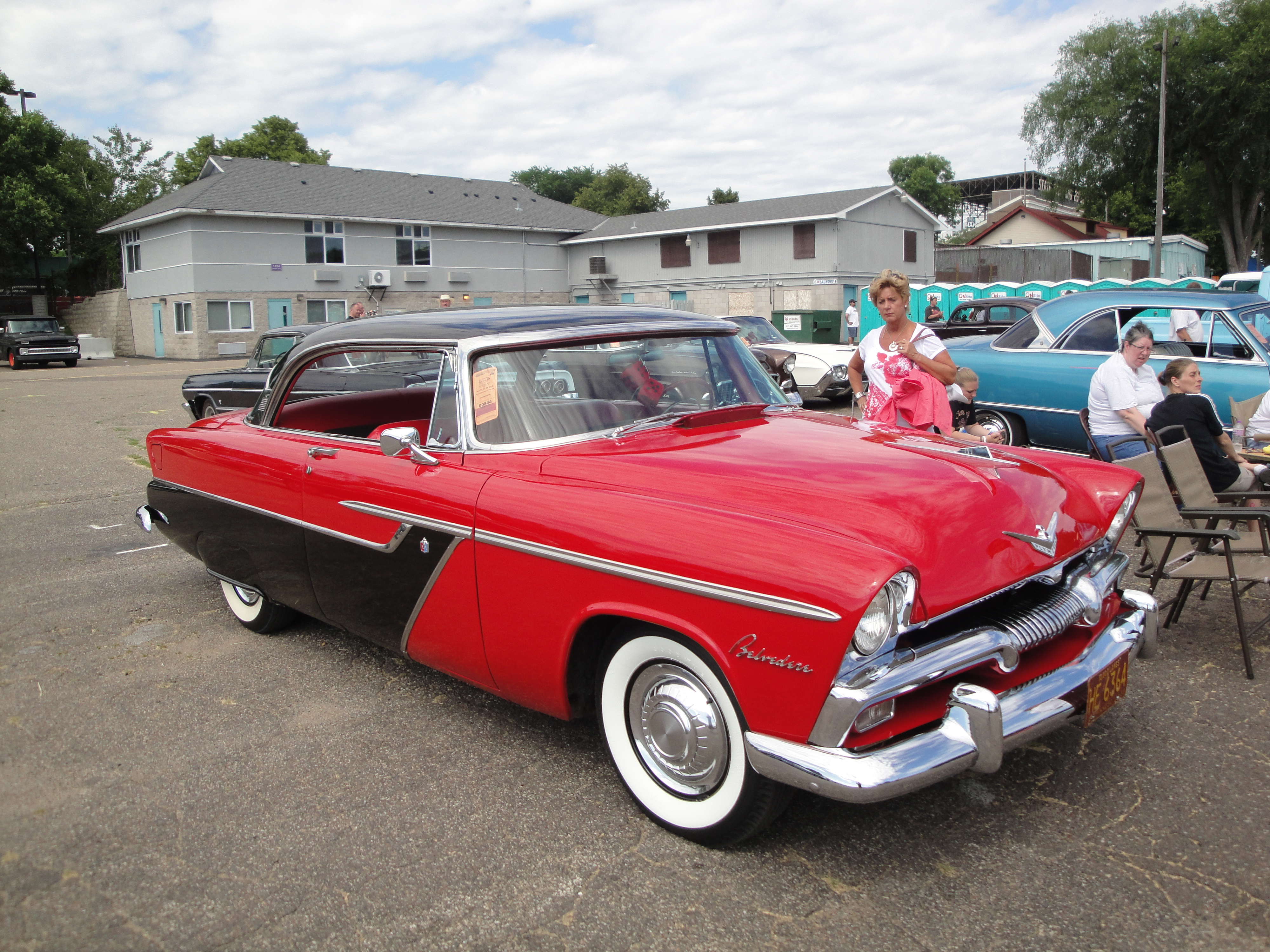
Coupé hardtop de 1955.

Critiqué pour des choix esthétiques peu heureux, dictés par l'obligation d'avoir un toit assez haut pour garder son chapeau, et un aspect parfois vieillot en dépit d'une fiabilité certaine, le groupe Chrysler change finalement son fusil d'épaule et son designer, Virgil Exner, a le champ libre pour mettre au point un style nouveau "Forward look" plus élancé, aérodynamique et épuré. Les Plymouth de 1955, à commencer par le modèle-phare Belvedere, bénéficient aussi d'un moteur V8, une première pour la marque.
En plus des versions déjà disponibles (la Suburban a désormais 4 portes), une 2-portes ordinaire à montants rigides venant des gammes inférieures y fait son apparition en 1955 puis, l'année suivante, une berline quatre portes hardtop, sans montant central. Des ailerons plus pointus caractérisent les modèles de 1956.

### Troisième génération (1957-1959)

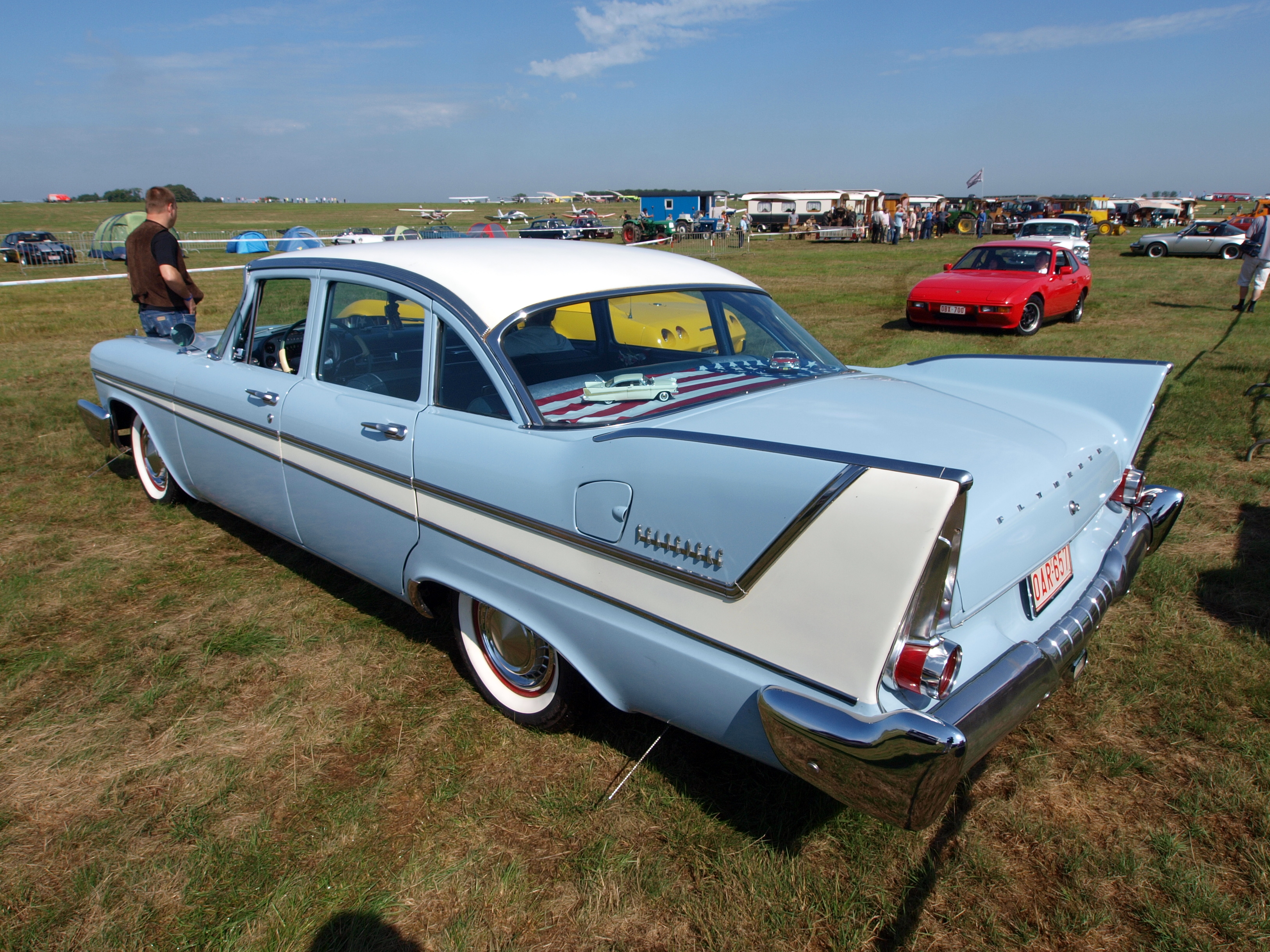
Berline de 1958

Les résultats encourageant des premières "Forward look" poussent le groupe Chrysler à lancer sans attendre un design plus audacieux, plus bas, plus large et bâti autour d'ailerons plus volumineux. La base technique est elle aussi innovante avec une suspension à barre de torsion, donnant une tenue de route bien supérieure, et l'arrivée de nouveaux moteurs et transmissions. Au-dessus de la Belvedere, un nouveau coupé hardtop à hautes performances fait son apparition : la Plymouth Fury.
En 1957 et 1958, le rôle haut de gamme des Belvedere n'est pas encore contesté : ce sont les seules à proposer un cabriolet et une berline hardtop (aussi en Savoy en 1958). On retrouve aussi des berlines (2 et 4 portes), un coupé hardtop (comme les Savoy et Fury) tandis que les breaks Suburban deviennent une gamme plus indépendante.
En 1959, un glissement se produit : la Fury (nouvelle version plus placide) prend la place des Belvedere, lesquelles relèguent la Savoy tout en bas de l'échelle. Les Plaza n'existent plus et les Sport Fury (décapotable et coupe hardtop) occupent le sommet. Malgré ce bouleversement, toutes les versions Belvedere sont reconduits dont le cabriolet.
Si l'aspect et l'ensemble moteur-transmission ont pleinement donné satisfaction, des problèmes de corrosion accélérée et de bris de suspension ont durablement entaché la réputation de fiabilité des Plymouth, Dodge, DeSoto et Chrysler de cette génération.

### Quatrième génération (1960-1961)
Entièrement redessinées et dotées d'une carrosserie monocoque en arrière de la cloison moteur, les nouvelles Plymouth se montreront plus fiables mais feront les frais d'un design peu consensuel. Les ailerons pointus n'existent plus après 1960.

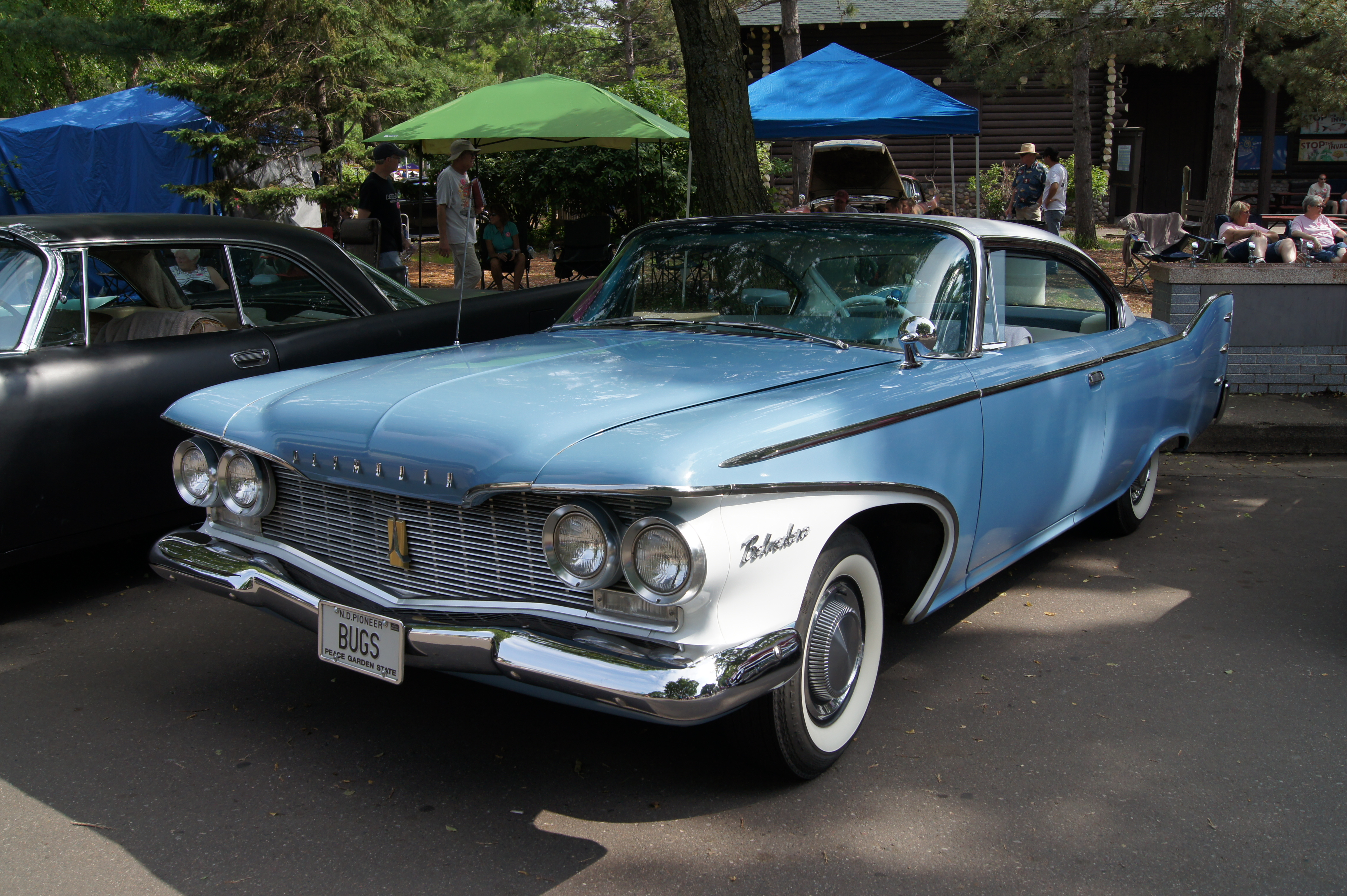
Coupé hardtop (1960).
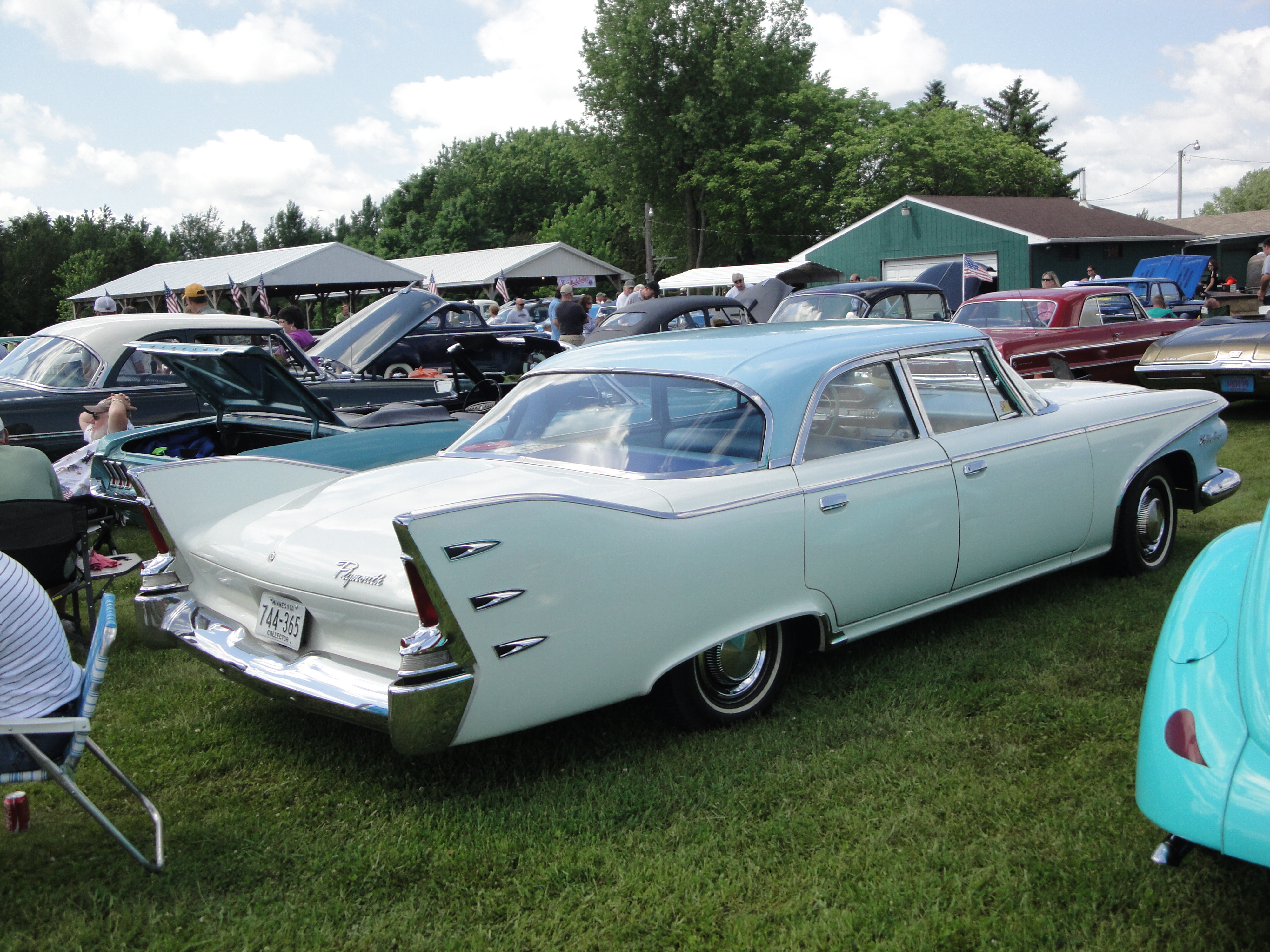
Berline quatre portes.
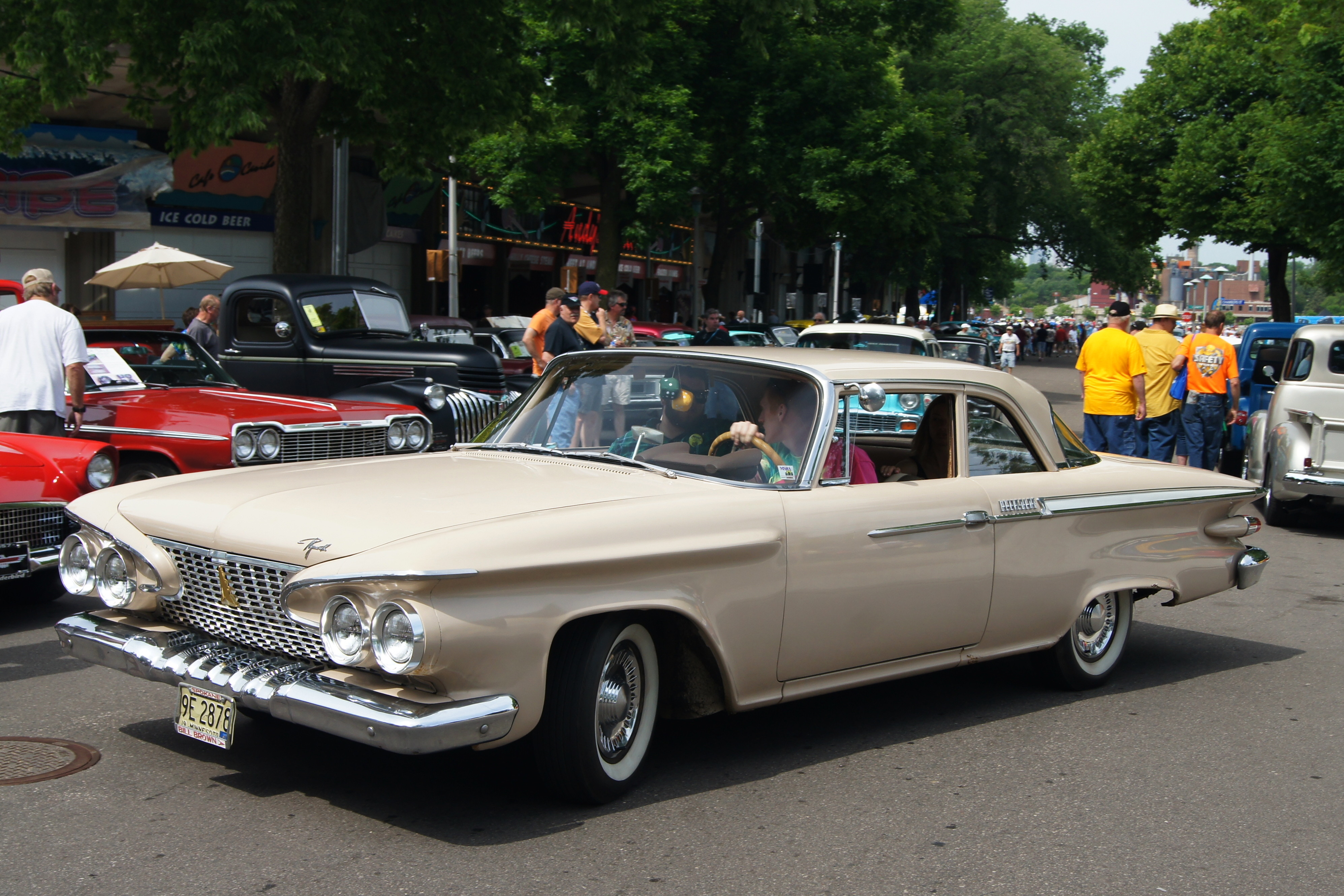
Deux portes (1961).
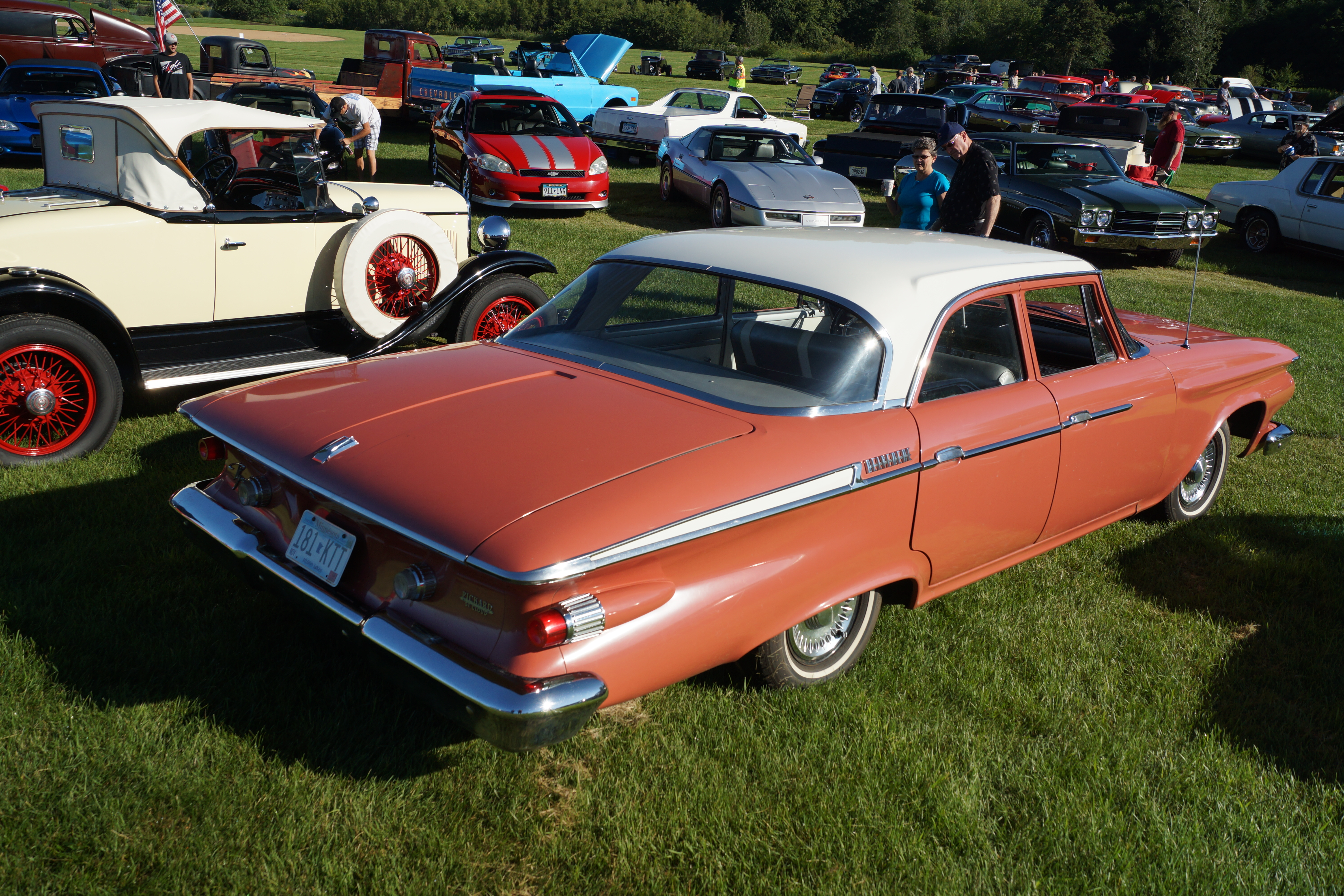
Quatre portes.

### Cinquième génération (1962-1964)
Chrysler fait le choix avant ses rivaux de réduire les dimensions de ses berlines Plymouth et Dodge. Les Savoy, Belvedere et Fury partagent toujours une base commune. 

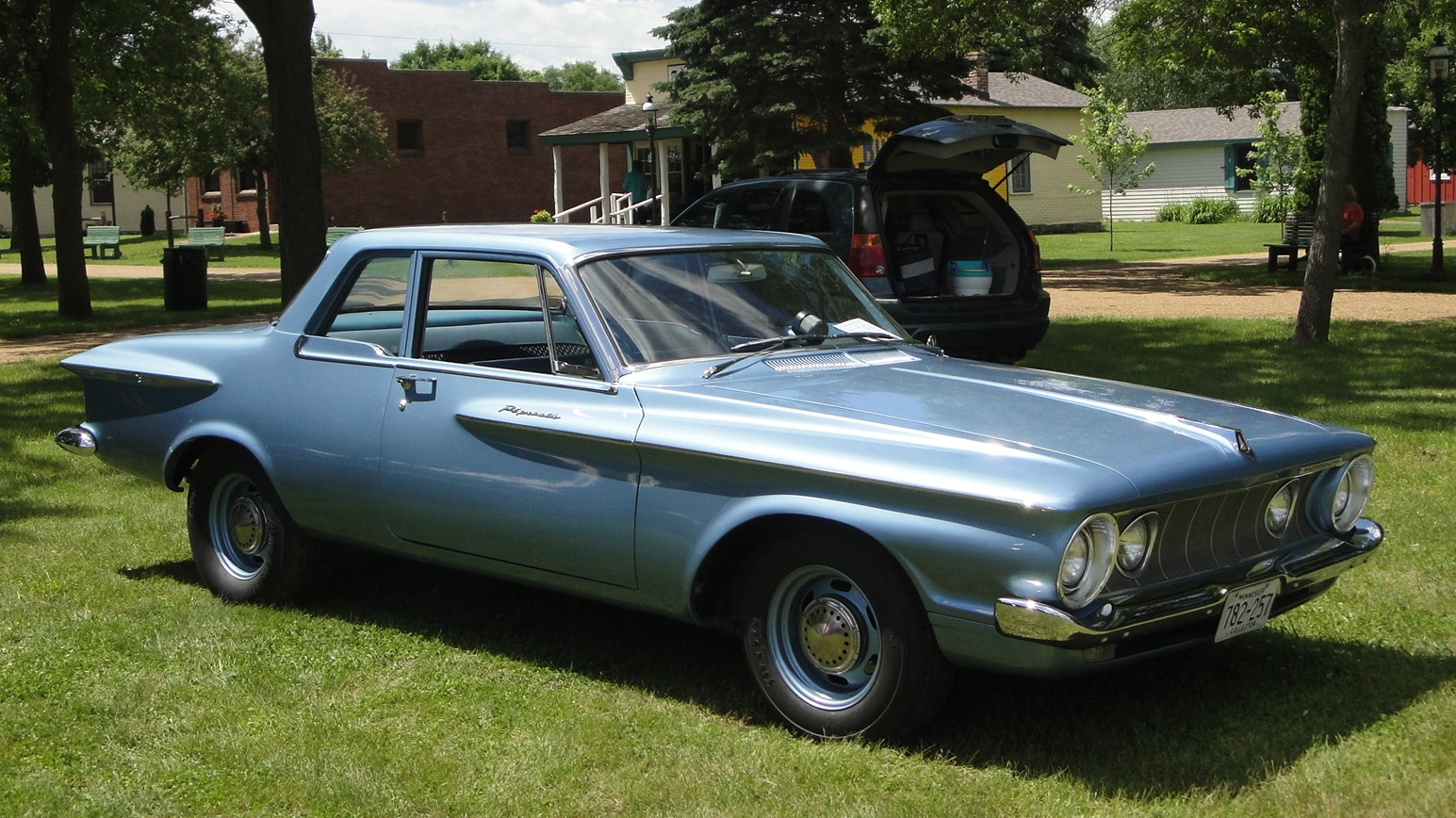
Berline deux portes (1962).
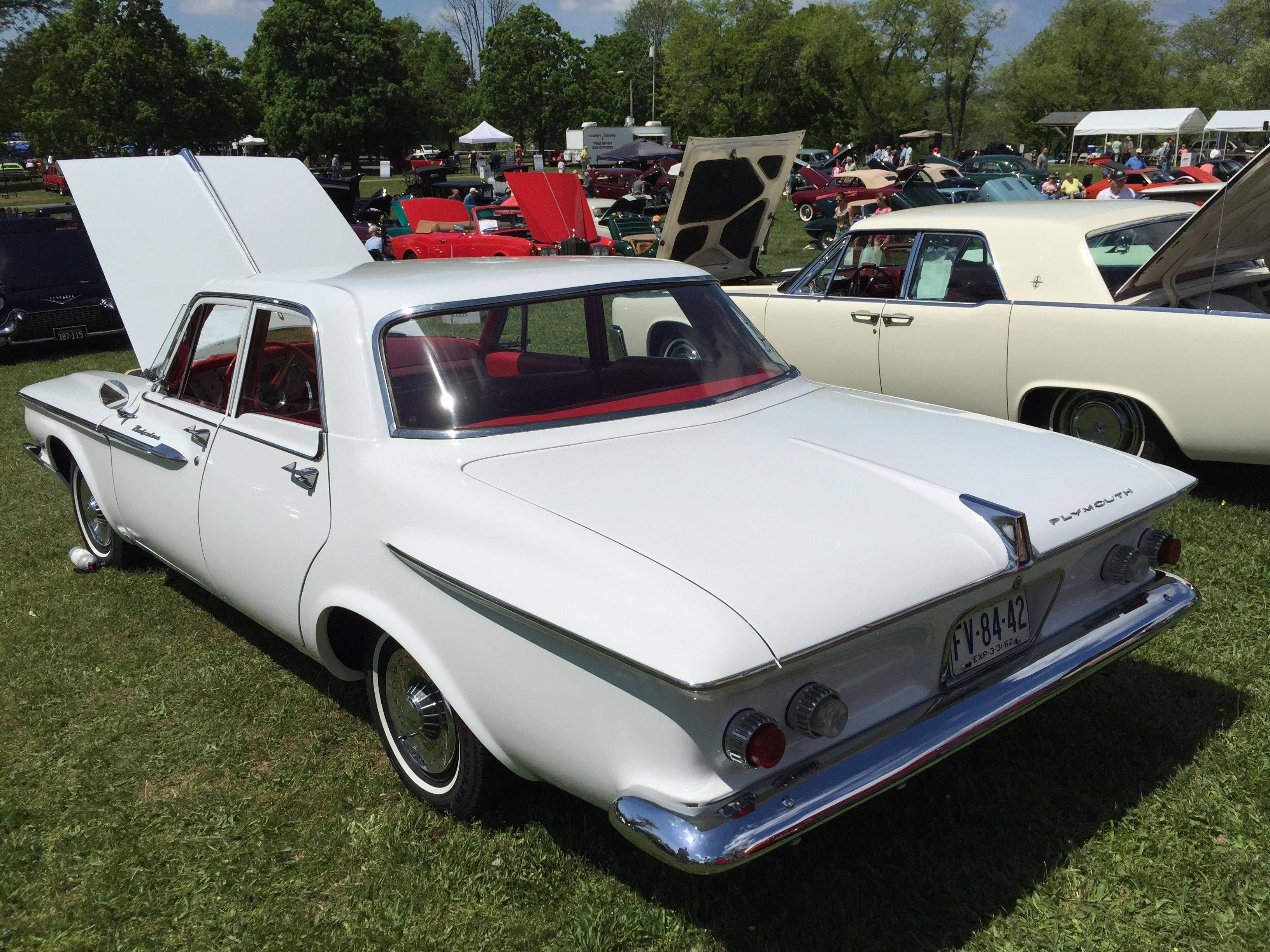
Quatre portes.
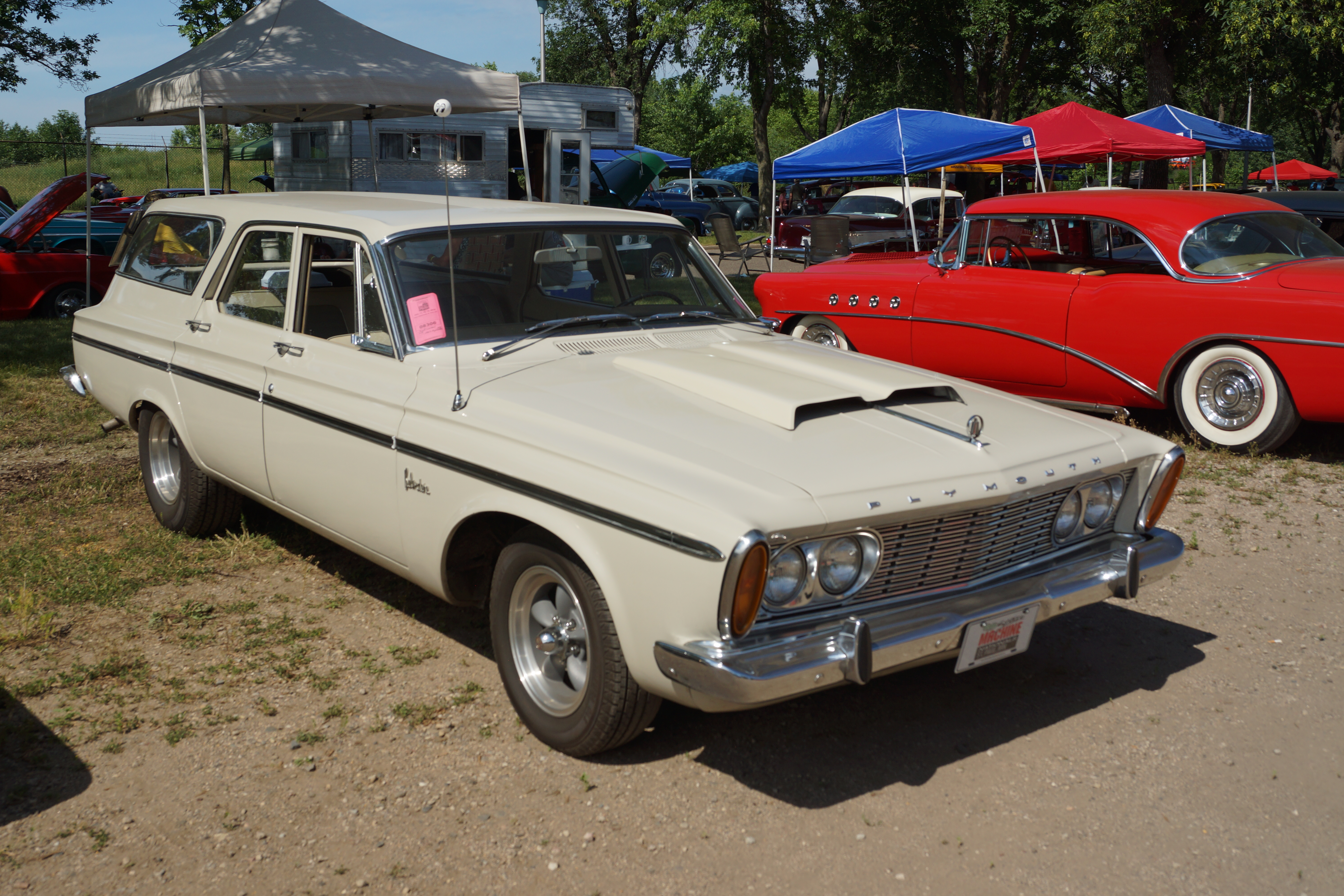
Break de 1963.
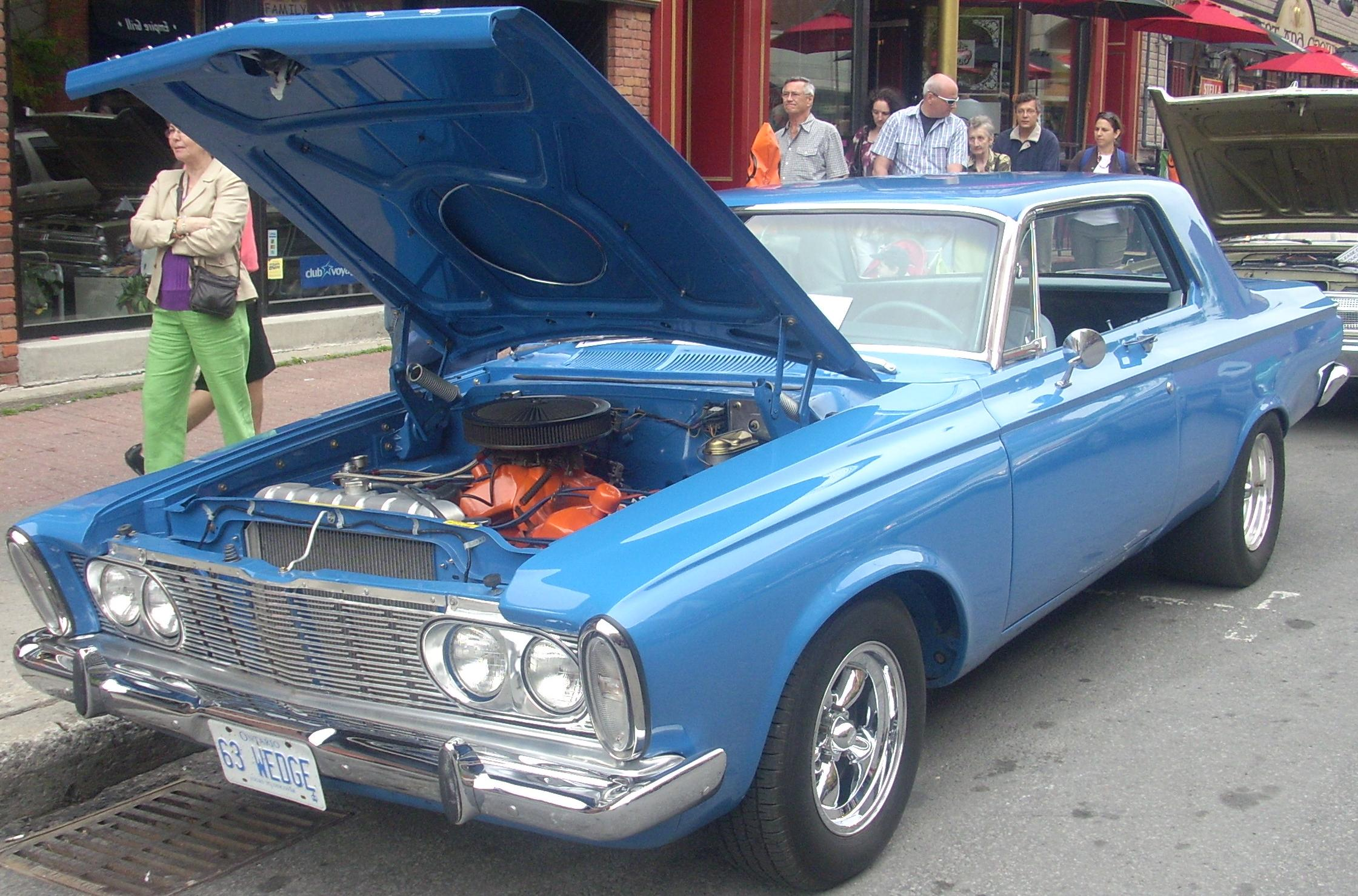
Coupé hardtop.
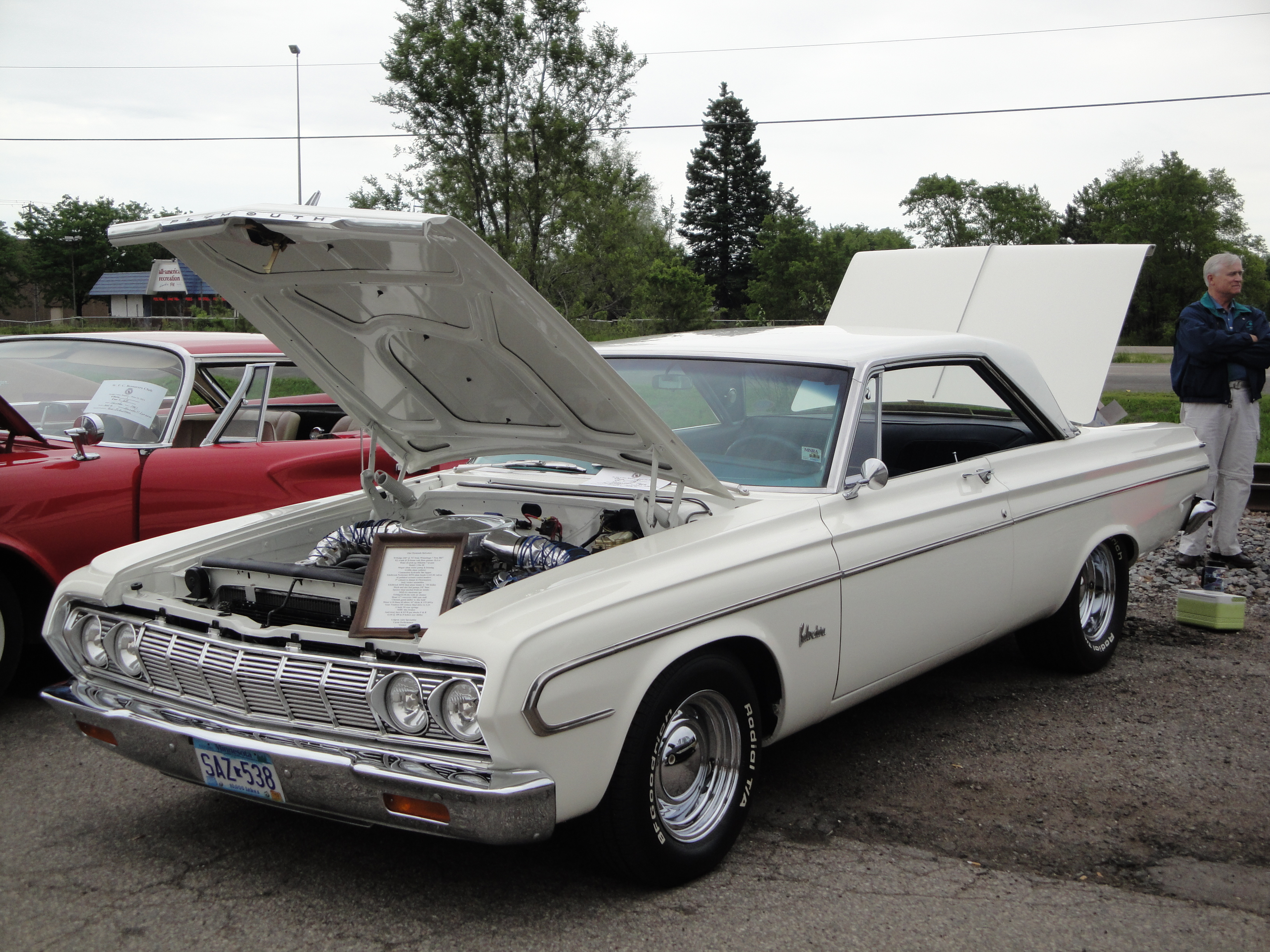
Version 1964.
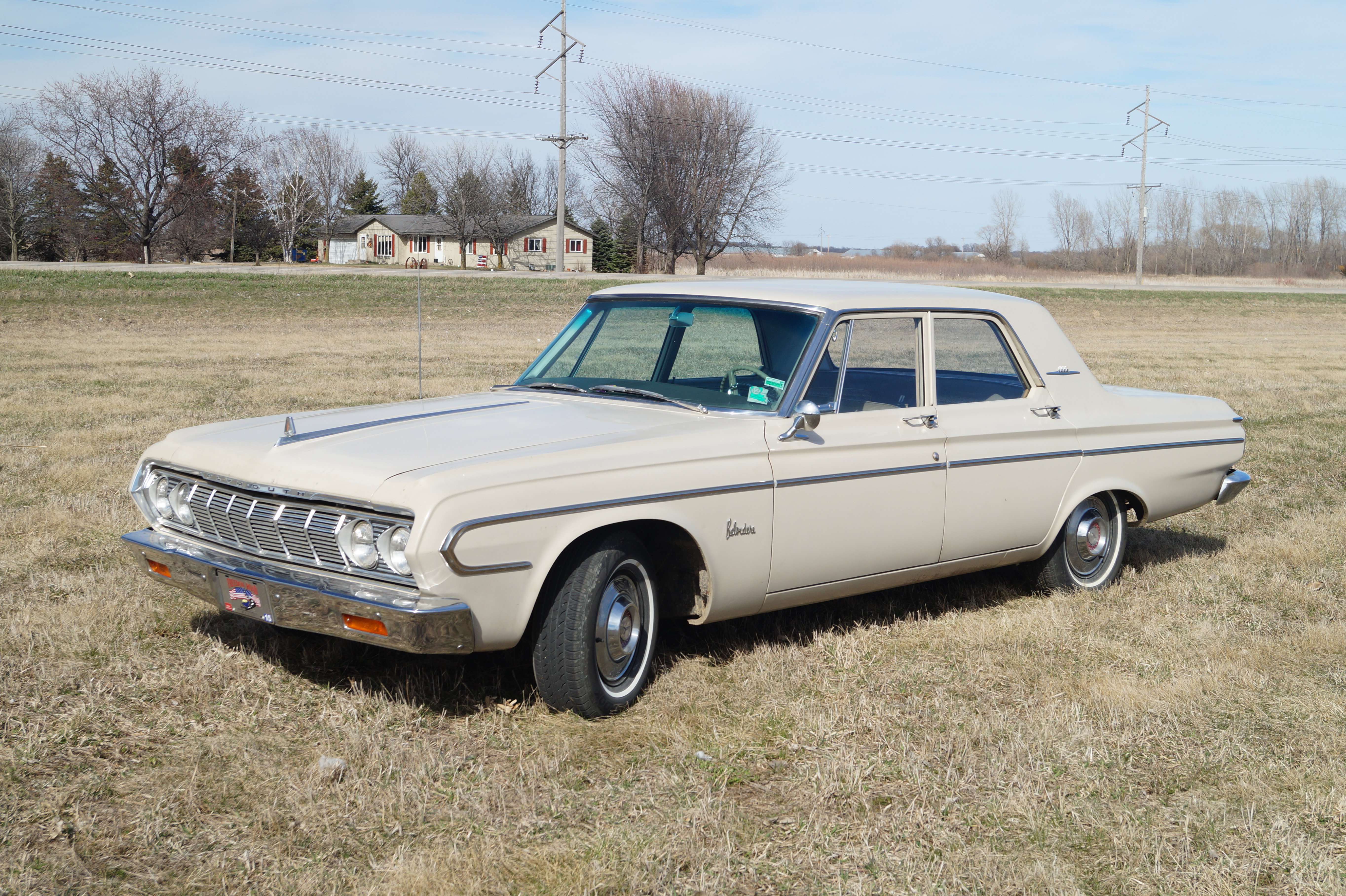
Berline.
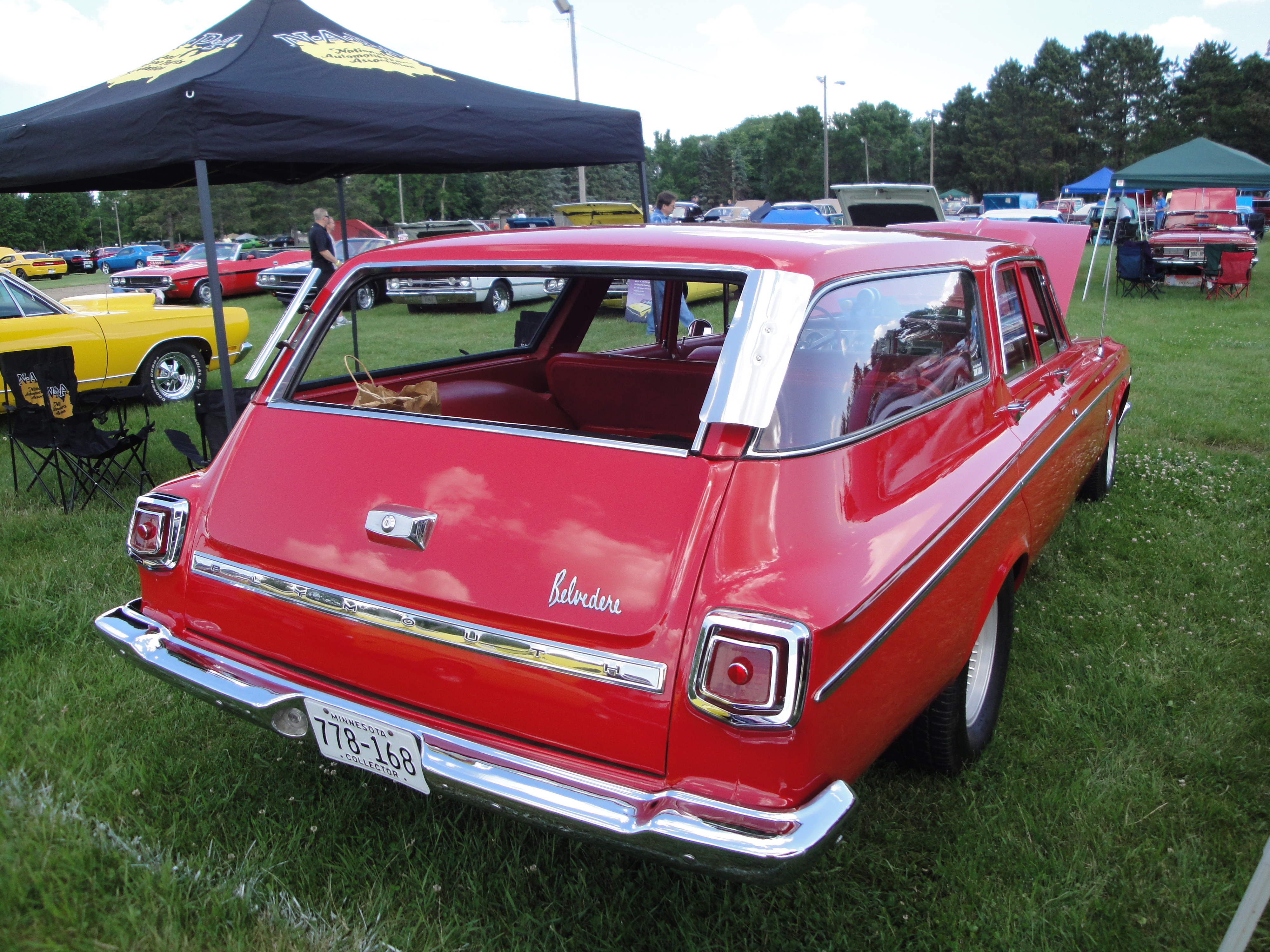
Break de 1964.

### Sixième génération (1965-1967)
À partir de 1965, la Fury devient un nouveau modèle renouant avec la catégorie full-size restée vacante durant 3 ans. La Belvedere est alors divisée en deux séries plus une troisième, les coupés et cabriolets Satellite, rejoints en 1967 par la ligne GTX orientée performances.

### Septième génération (1968-1970)
La Belvedere septième génération fait partie des véhicules milieu de gamme. Elle est proposée en versions coupé, sedan 4 porte et station wagon avec des motorisations allant de 3 682 à 6 286 cm3 délivrant de 108 à 250 kw (145 à 340 HP, 144 à 335 cv din). Selon les options, elles pouvaient être équipées de boites automatiques 3 vitesses ou manuelles à 3 vitesses (toutes gammes) et 4 vitesses (sur coupé et sedan).
| Modèle        | longueur extérieure | largeur           | empattement      |
| ------------- | ------------------- | ----------------- | ---------------- |
| Coupé         | 5149 mm / 202,7 in  | 1941 mm / 76,4 in | 2946 mm / 116 in |
| Sedan         | 5149 mm / 202,7 in  | 1941 mm / 76,4 in | 2946 mm / 116 in |
| Station Wagon | 5260 mm / 207.1 in  | 1910 mm / 75.2 in | 2972 mm / 117 in |

| Modèle                       | Cylindré | Puissance | poids à vide | Vitesse Maxi | 0 à 100 Km/h |
| ---------------------------- | -------- | --------- | ------------ | ------------ | ------------ |
| 225 6 Cyl. 3 vit. auto.      | 3682 cm3 | 108 kw    | 1435 Kg      | 165 km/h     | 14 s         |
| 225 6 Cyl. 3 vit. man.       | 3682 cm3 | 108 kw    | 1 446 kg     | 165 km/h     | 12,4 s       |
| 318 V8 3 vit. auto.          | 5210 cm3 | 171.5 kw  | 1499 Kg      | 193 km/h     | 9.4 s        |
| 318 V8 3 vit. man.           | 5210 cm3 | 171.5 kw  | 1512 kg      | 195 km/h     | 8.1 s        |
| Commando 383 V8 3 vit. auto. | 6286 cm3 | 216 kw    | 1545 kg      | 207 km/h     | 8.1 s        |
| Commando 383 V8 4 vit. man.  | 6286 cm3 | 246 kw    | 1593 kg      | 211 km/h     | 6.1 s        |

Reléguée en une seule série en bas de gamme Plymouth, en dessous des Satellite et GTX, elle donne néanmoins naissance au muscle car Road Runner, version musclée des coupés Belvedere, qui concurrence directement la GTX, issue de la même famille mais plus cossue. Après 1970, la Satellite devient la seule automobile de ce segment chez Plymouth, à l'exception des sportives.

## Galerie

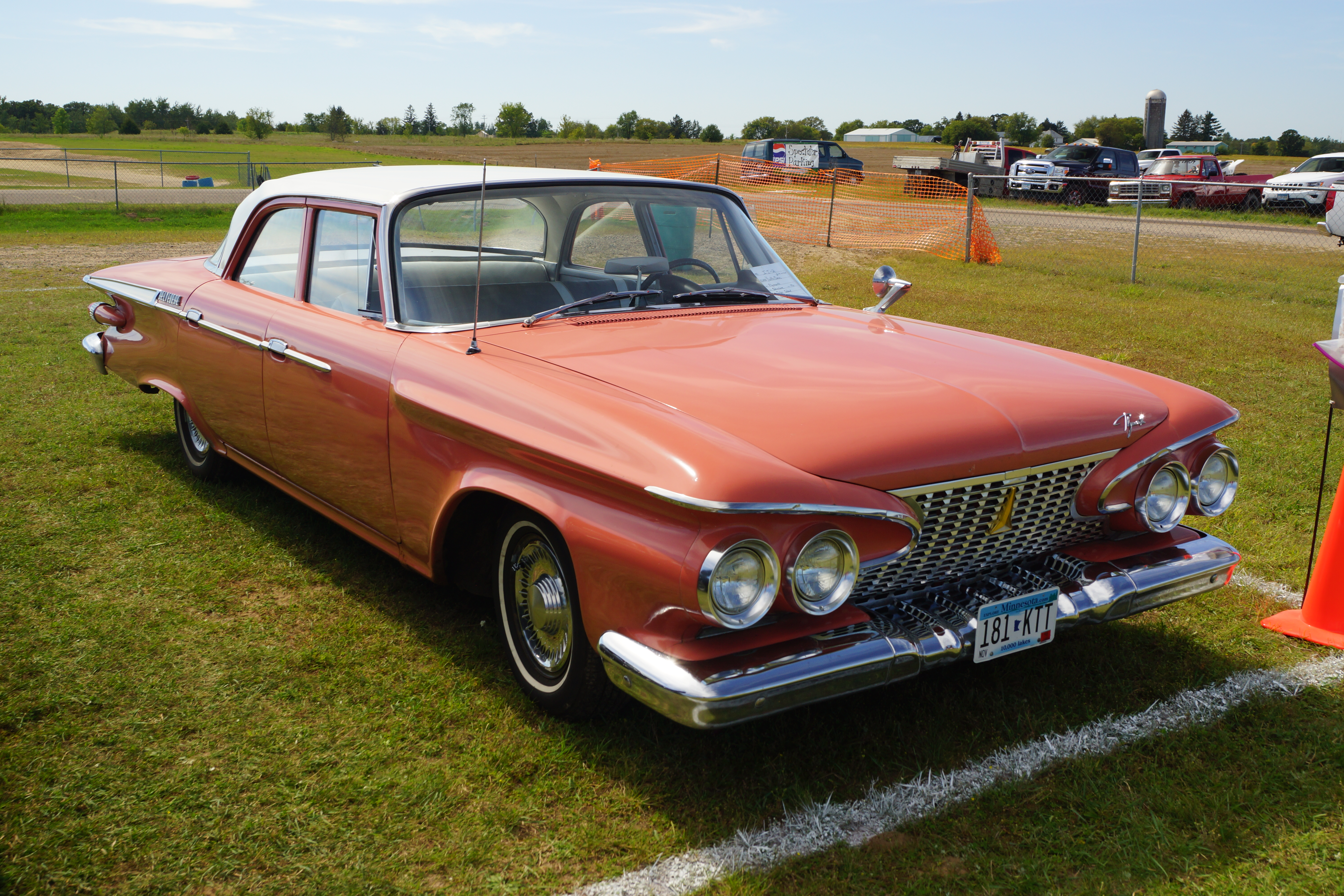
1961 Plymouth Belvedere Sedan.
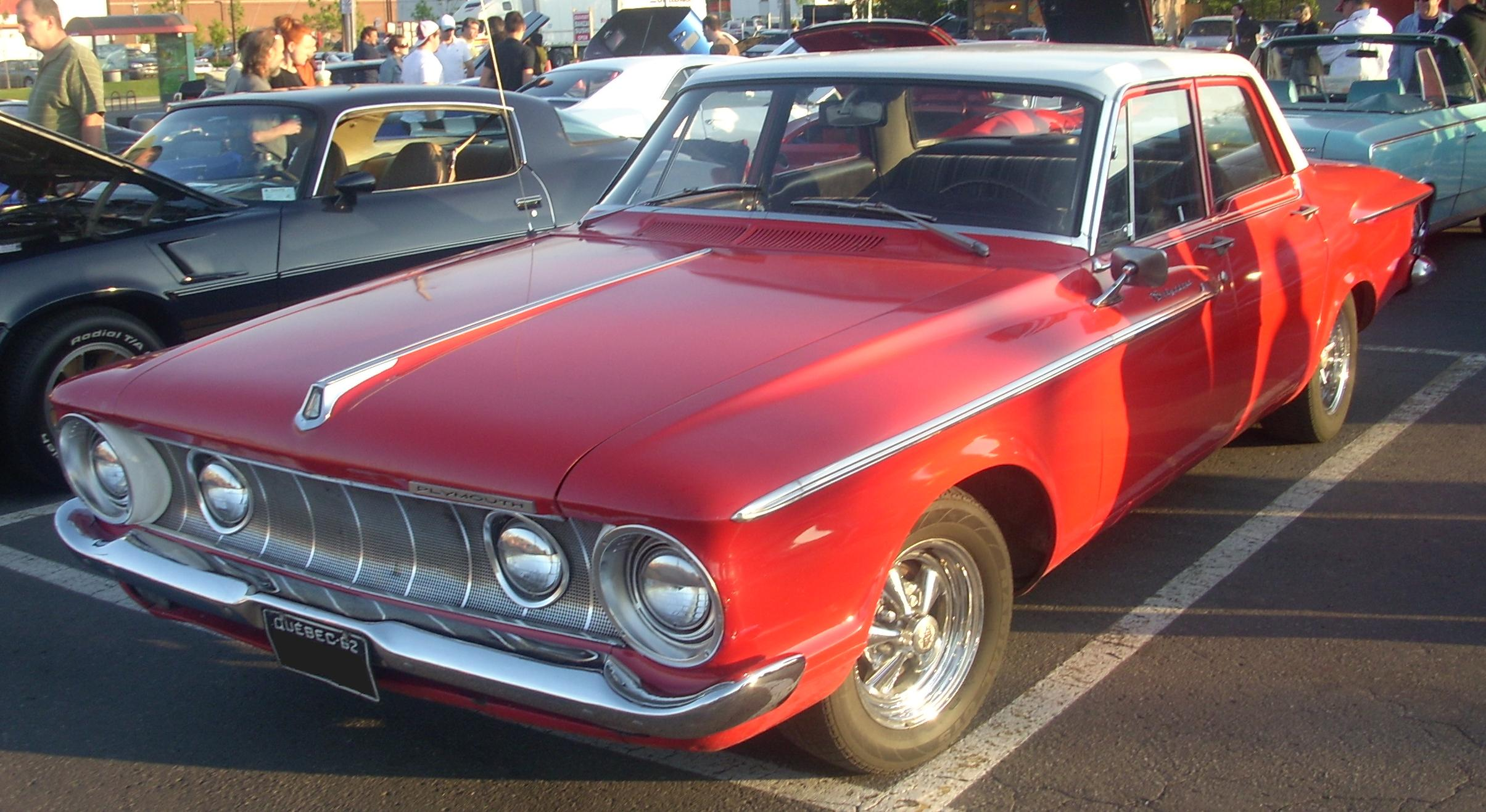
1962 Plymouth Belvedere Sedan.
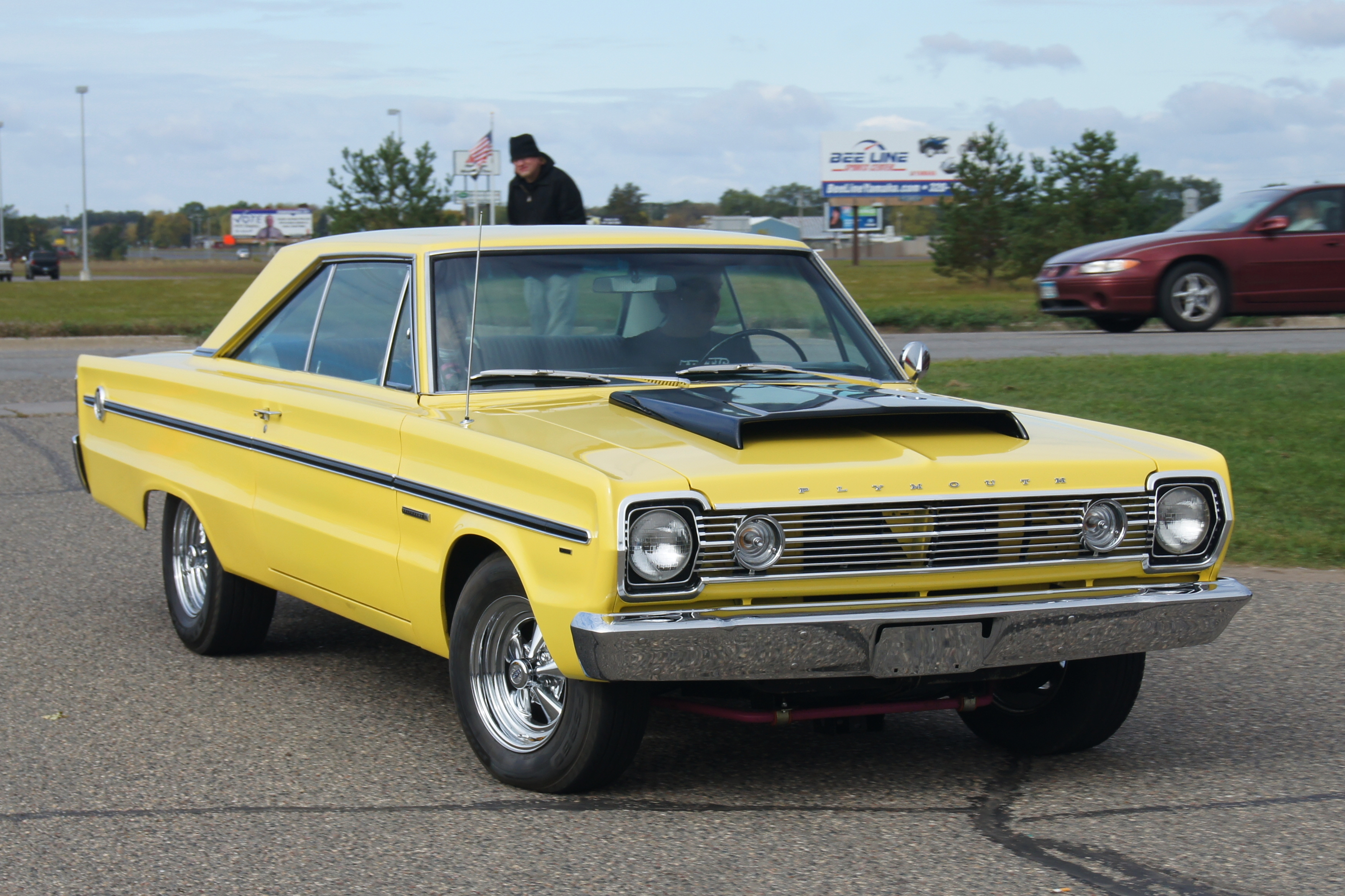
1966 Plymouth Belvedere Satellite coupé hardtop.